# Pandémie de Covid-19 au Burkina Faso
- 300–2 999 cas
- 30–299 cas
- 3–29 cas
- 1–2 cas

La pandémie de Covid-19 au Burkina Faso se propage à partir du 9 mars 2020, faisant du pays le sixième atteint en Afrique subsaharienne après le Cameroun, le Nigeria, Sénégal, l'Afrique du Sud et le Togo et quatrième en Afrique de l'Ouest. Au vu des débuts de l'évolution rapide du virus à travers le monde, les autorités burkinabés ont vite activé leur dispositif de gestion des épidémies de ce type, qui avait été mis en place lors de l'épidémie de maladie à virus Ebola en Afrique de l'Ouest au cours des années 2013-2014. 
Entre rumeurs et démentis depuis l'apparition de la Covid-19, le Burkina finalement a enregistré deux premiers cas confirmés le 9 mars 2020. Quatre jours plus tard, le 13 mars 2020, le troisième cas est aussi confirmé. Ce troisième cas est une personne qui avait eu un contact direct avec les deux premiers.

## Évolution de la pandémie au Burkina Faso

### Mars 2020
Le 9 mars 2020, le deux premiers cas confirmés de coronavirus au Burkina Faso ont été annoncés par Madame Claudine Lougué, ministre de la Santé du Burkina, au cours d'une conférence de presse. Il s'agit d'un couple ayant participé au rassemblement évangélique de l'Église Porte ouverte chrétienne de Mulhouse en février, considéré comme "le premier cluster majeur en France". Le couple est rentré au Burkina le 24 février 2020, a indiqué la ministre de la Santé. Les deux cas ont été internés en isolement avec un état stable, dans le Centre Hospitalier Universitaire de Tengandogo qui abrite les infrastructures adaptées pour la prise en charge des cas de Covid-19.
Le 13 mars 2020, le troisième cas confirmé a été annoncé par la ministre de la Santé, pendant que celle-ci était en pleine sensibilisation hors de la capitale. Il s'agit d'une des nombreuses personnes identifiées ayant eu un contact direct avec les deux premiers cas. La ministre a précisé que l’intéressé était déjà en observation dans la structure de prise en charge et sa situation était stable.
Un ressortissant japonais en provenance du Burkina Faso a été détecté le 13 mars comme premier cas confirmé de la maladie en Éthiopie.
Le 14 mars 2020, 7 cas confirmés dont quatre directement liés au couple des premiers cas et un à Houndé, ville située à l'Ouest du Burkina. Ce dernier cas est le premier localisé hors de la ville de Ouagadougou. Il s'agirait d'un expatrié anglais travaillant sur une mine d'or dans la localité, qui serait rentré au Burkina de congé le 10 mars, en provenance de Liverpool et passant par Vancouver et Paris. La ministre de la Santé a annoncé que ce cas a été mis en isolement à Houndé, ainsi que 14 personnes ayant eu un contact direct avec lui.
Le 15 mars 2020, huit nouveaux cas ont été confirmés selon un communiqué du ministère de la Santé, amenant le nombre total de cas à 15.
Le 16 mars 2020, un ressortissant burkinabé a été déclaré premier cas confirmé de coronavirus au Bénin. L'annonce faite par le ministre de la Santé du Bénin a indiqué que l’intéressé est arrivé au Bénin par voie aérienne le 12 mars après être parti du Burkina le 21 février pour un séjour de 11 jours en Belgique puis être retourné au Burkina le 4 mars 2020 pour 8 jours. 
À la date du 16 mars, cinq nouveaux cas ont été confirmés, a indiqué la ministre de la Santé sur la Radio Télévision Burkina, portant ainsi le nombre total de cas à 20. À la même occasion la ministre de la Santé a annoncé qu'un vol d'Ethiopian Airlines en provenance de la Chine serait arrivé avec à son bord 59 passagers dont un Chinois porteur du virus et de nombreux autres cas potentiels. 
À la date du 17 mars, le premier décès lié au Covid-19 au Burkina est enregistré dans. Le décès s'est produit dans la nuit du 17 au 18 mars selon une annonce de la coordination nationale de réponse à l'épidémie; il s'agit d'une patiente de 62 ans, Madame Rose Marie Compaoré, qui par ailleurs souffrait d'un diabète. Cette dernière était jusque-là députée et deuxième Vice-président de l'Assemblée Nationale du pays. À la même occasion, sept nouveaux cas ont été annoncés, dont un localisé à Bobo-Dioulasso, deuxième plus grande ville du Burkina. Au total 27 cas sont enregistrés dont 15 femmes et 12 hommes. 
À la date du 18 mars, six nouveaux cas ont été enregistrés portant le total à 33 (15 femmes et 18 hommes). Trois foyers distincts de Covid-19 sont identifiés selon la Coordination nationale de réponse à l'épidémie, il s'agit du foyer des deux premiers cas identifiés dans le pays, localisé à Ouagadougou, du foyer du premier cas à Houndé et le foyer diplomatique à Bobo-Dioulasso.
Le 19 mars, sept nouveaux cas ont été enregistrés. Les premières guérisons au nombre de quatre ont également été enregistrées. Au total des cas on compte 20 femmes et 20 hommes.
Parmi les cas de Covid-19 au Burkina, on note le Ministre chargé de l'Éducation nationale, le Professeur Stanislas Ouaro. Ce dernier a annoncé la confirmation de sa maladie à travers un message relayé par les médias locaux. Stanislas Ouaro devient la deuxième personnalité politique officiellement connue atteinte de la Covid-19 après le cas de la députée Rose Marie Compaoré/Konditamdé malheureusement décédée.
Un deuxième membre du gouvernement est déclaré atteint de la Covid-19, il s'agit du Ministre d'État, Ministre chargé de l'Administration territoriale.   
À la date du 20 mars, au total quatre ministres du gouvernement sont déclarés atteints de la Covid-19, il s'agit du ministre chargé de l'Éducation nationale, Stanislas Ouaro, du ministre chargé de l’Administration territoriale, Siméon Sawadogo (en), du ministre des mines, Oumarou Idani et du ministre des Affaires étrangères, Alpha Barry. La contamination du ministre des mines aurait un lien avec son séjour au Canada accompagné d'une délégation de personnes, dans le cadre du Salon des mines de Toronto au Canada où on peut lire sur le site officiel qu'un autre participant avait été testé positif au Covid-19 depuis le 11 mars, après retour chez lui,.
Au 20 mars, 24 nouveaux cas enregistrés portant le total à 64 (29 femmes et 35 hommes); un nouveau cas de guérison; 2 décès portant le nombre de décès à trois. Deux nouvelles villes enregistrent leurs premiers cas, il s'agit de Boromo avec deux cas et Dédougou avec un cas. Ouagadougou enregistre 19 nouveaux cas et Bobo-Dioulasso deux cas.   
À la date du 21 mars, onze nouveaux cas sont enregistrés dont neuf à Ouagadougou, un à Bobo-Dioulasso et un à Dédougou. Un décès est aussi enregistré, portant le nombre total de décès à quatre. Au total des cas on compte 30 femmes et 45 hommes.   
À la date du 22 mars, 24 nouveaux cas sont confirmés portant le total à 99 cas dans le pays dont 39 femmes et 60 hommes.   
Le 22 mars, l'ambassadeur de États-Unis au Burkina, Andrew Young, a annoncé qu'il a été testé positif au Covid-19.   
Un cinquième membre du gouvernement, le Ministre chargé du Commerce, Harouna Kaboré, est déclaré positif au Covid-19, à travers un communiqué le 23 mars.   
Le 23 mars, le nombre de cas confirmés monte à 114, avec 15 nouveaux cas dont huit à Ouagadougou, quatre à Boromo, deux à Bobo-Dioulasso et un à Houndé. Au total des cas on compte 41 femmes et 73 hommes.   
Au 24 mars, 32 nouveaux cas sont confirmés, dont 31 à Ouagadougou et un à Houndé. On note également deux nouvelles guérisons et trois décès à Ouagadougou. Le nombre total de cas est de 146 dont 49 femmes et 97 hommes.
Le 25 mars six nouveaux cas sont enregistrés portant le total à 152 (52 femmes et 100 hommes). On note une nouvelle ville touchée, il s'agit de Zorgho,.
Le 26 mars, 28 nouveaux cas sont confirmés, portant le total à 180 (57 femmes et 123 hommes) dans le pays; 20 à Ouagadougou, trois à Bobo-Dioulasso et les deux dernières nouvelles villes touchées, Sindou avec trois et Kongoussi deux ; deux nouvelles guérisons et deux décès.
À la date du 27 mars, 27 nouveaux cas sont enregistrés portant le total à 207 ; 22 à Ouagadougou, trois à Bobo-Dioulasso, un à Boromo et un à Banfora. Neuf nouvelles guérisons portant le total à 21 guérisons; deux décès, dont un à Ouagadougou et un à Bobo-Dioulasso. Au total des cas on a 66 femmes et 141 hommes.
Au 28 mars, le nombre total de cas est monté à 222 dû à la confirmation de 15 nouveaux cas dont 12 à Ouagadougou, deux à Bobo-Dioulasso et un à Boromo. On enregistre aussi deux guérisons et un décès à Ouagadougou. Au total des cas on a 70 femmes et 152 hommes.
Au 29 mars, 24 nouveaux cas sont confirmés, dont 19 à Ouagadougou, 2 à Bobo-Dioulasso, 2 à Ziniaré et 1 à Dano. Huit nouvelles guérisons sont enregistrés, portant ce total à 31. Au total des cas on compte 78 femmes et 168 hommes.
Au 30 mars, 15 nouveaux cas sont enregistrés, 13 à Ouagadougou, un à Boromo et un à Ziniaré; une nouvelle guérison portant le total à 32 et deux nouveaux décès portant le total à 14 décès.
31 mars, 21 nouveaux cas enregistrés dont 16 à Ouagadougou et cinq à Bobo-Dioulasso; 14 nouvelles guérisons portant le total à 46; deux décès portant le total à 16. Au total de cas on a 94 femmes et 188 hommes.

### Avril 2020
Le 1er avril six nouveaux cas sont confirmés, dont cinq à Ouagadougou et un à Bobo-Dioulasso. On enregistre également quatre nouvelles guérisons. Au total des cas on a 96 femmes et 172 hommes.
Le 2 avril, 14 nouveaux cas sont confirmés, portant le total à 302. Une nouvelle guérison enregistrée mais trois cas considérés à tort comme guérisons ont été soustraits faisant un total de 48 guérisons à la date du 2 avril 2020.
Au 3 avril 16 nouveaux cas, dont 14 à Ouagadougou et deux à Ziniaré, sont confirmés portant le total à 318 dans le pays. On enregistre également 18 nouvelles guérisons. Au total des cas on a 111 femmes et 207 hommes.
À la date du 4 avril, 27 nouveaux cas sont confirmés repartis entre Ouagadougou et Bobo-Dioulasso, 25 et deux respectivement. Également 24 nouvelles guérisons sont enregistrés portant le total à 90 et malheureusement un décès. Au total des cas on a 119 femmes et 226 hommes.
Le 5 avril, 19 nouveaux cas confirmés dont 14 à Ouagadougou et cinq à Bobo-Dioulasso. On note également 18 nouvelles guérisons et un décès. Au total des cas on a 128 femmes et 236 hommes.
Le 6 avril, 20 nouveaux cas enregistrés portant le total à 384 cas dans le pays. Les nouveaux cas se repartissent en 19 à Ouagadougou et un à Kongoussi. On note également 19 nouvelles guérisons et un nouveau décès.
Au 7 avril, 30 nouveaux cas sont enregistrés, dont 24 à Ouagadougou et six à Bobo-Dioulasso. À la même date, sept nouvelles guérisons sont enregistrées et quatre décès dont deux à Ouagadougou et deux à Bobo-Dioulasso.
À la date du 8 avril, 29 nouveaux cas sont enregistrés repartis entre Ouagadougou 23 cas, Bobo-Dioulasso trois cas, Gorom-Gorom deux cas et Dédougou un cas. On note aussi 12 guérisons et malheureusement un décès à Ouagadougou.
À la date du 9 avril, après un mois d'épidémie, le nombre total de cas confirmés est passé de 443 la veille à 448 avec 149 guérisons et 26 décès.
Le 10 avril, 36 nouveaux cas confirmés dont 33 à Ouagadougou et trois à Falagountou, la dernière ville touchée; six nouvelles guérisons et un décès à Ouagadougou. Au total les cas sont 189 femmes et 295 hommes.
Le 11 avril, 13 nouveaux cas sont confirmés, dont 12 à Ouagadougou et un à Bobo-Dioulasso et six guérisons portant le total à 161. Au total les cas sont 195 femmes et 302 hommes. 
Le 12 avril, 18 nouveaux cas sont enregistrés, dont 12 à Ouagadougou et six à Gorom-Gorom, mais tous localisés sur le site de la société minière Essakane; neuf nouvelles guérisons portant le total à 170 et un décès portant le total de décès à 28. Au total les cas sont 202 femmes et 313 hommes.
Le 13 avril, 13 nouveaux cas confirmés, dont 11 à Ouagadougou et deux à Bobo-Dioulasso; sept nouvelles guérisons et deux nouveaux décès. Au total les cas sont 204 femmes et 324 hommes.
Le 14 avril, 15 nouveaux cas confirmés dont 11 à Ouagadougou et quatre à Bobo-Dioulasso; 49 nouvelles guérisons et deux décès. Au total des cas confirmés on compte 211 femmes et 331 hommes.
Le 15 avril, quatre nouveaux cas confirmés dont trois à Ouagadougou et un à Bobo-Dioulasso et 31 nouvelles guérisons. Au total des cas on a 212 femmes et 334 hommes.
À la date du 16 avril, sont enregistrés 11 nouveaux cas dont neuf à Ouagadougou, un à Bobo-Dioulasso et un à Boromo; 37 nouvelles guérisons et trois nouveaux décès. Le total des cas confirmés est 557 dont 216 femmes et 341 hommes.
À la date du 17 avril, huit nouveaux cas enregistrés dont trois à Ouagadougou, quatre à Gorom-Gorom (sur la mine d'or d'Essakane) et un à Dédougou; 27 nouvelles guérisons et un décès. Au total des cas, on compte 218 femmes et 347 hommes.
À la date du 18 avril, 11 nouveaux cas sont enregistrés à Ouagadougou et 17 guérisons. Au total des cas, on compte 224 femmes et 352 hommes.
À la date du 19 avril, cinq nouveaux cas sont enregistrés, quatre à Ouagadougou et un à Bobo-Dioulasso; 19 nouvelles guérisons et deux décès. Au total des cas on compte 226 femmes et 355 hommes.
À la date du 20 avril, 19 nouveaux cas enregistrés, 16 à Ouagadougou, deux à Gorom-Gorom (Essakane) et un à Tougouri, la dernière ville touchée, et cinq guérisons. Au total des cas, on compte 232 femmes et 368 hommes.
À la date du 21 avril, sont enregistrés, neuf nouveaux cas, tous à Ouagadougou; 27 nouvelles guérisons et un décès. Au total des cas, on a 237 femmes et 372 hommes.
À la date du 22 avril, sont enregistrés, sept nouveaux cas dont six à Ouagadougou et un à Bobo-Dioulasso; 21 nouvelles guérisons et deux décès. Le total des cas comprend 242 femmes et 374 hommes.
À la date du 23 avril, sont enregistrés, 13 nouveaux cas confirmés dont 10 à Ouagadougou, deux à Bobo-Dioulasso et un à Ziniaré; 15 nouvelles guérisons et zéro décès. Le total de cas à ce jour comprend 250 femmes et 379 hommes,.
À la date du 24 avril, sont enregistrés, zéro nouveau cas; 17 nouvelles guérisons et zéro décès.
À la date du 25 avril, sont enregistrés, trois nouveaux cas confirmés, tous à Ouagadougou; 11 nouvelles guérisons et un décès. Le total des cas à ce jour comprend 252 femmes et 380 hommes.
À la date du 26 avril, sont enregistrés, 3 nouveaux cas, tous à Ouagadougou, et 16 nouvelles guérisons. Le total des cas comprend 253 femmes et 382 hommes.
À la date du 27 avril, sont enregistrés 3 nouveaux cas, tous à Ouagadougou, et 7 nouvelles guérisons. Le total des cas comprend 253 femmes et 385 hommes.
À la date du 28 avril, sont enregistrés, 3 nouveaux cas dont 2 à Ouagadougou et 1 à Nouna, dernière ville nouvellement touchée, et 22 nouvelles guérisons et un décès. Le total des cas comprend 253 femmes et 388 hommes.
À la date du 29 avril, sont enregistrés 4 nouveaux cas, tous à Ouagadougou, et 8 nouvelles guérisons. Le total des cas comprend 255 femmes et 390 hommes.
À la date du 30 avril, sont enregistrés, quatre nouveaux cas dont deux à Nouna, un à Ouagadougou et un à Bobo-Dioulasso et 11 nouvelles guérisons et un décès. Le total des cas comprend 257 femmes et 392 hommes.

### Mai 2020
À la date du 1er mai, sont enregistrés 3 nouveaux cas dont 2 à Ouagadougou et 1 à Nouna et 18 nouvelles guérisons. Le total des cas comprend 260 femmes et 392 hommes.
À la date du 2 mai, sont enregistrés 10 nouveaux cas dont 8 à Ouagadougou et 2 à Bobo-Dioulasso; 5 nouvelles guérisons et un décès portant le total de décès à 45 à ce jour. Le total des cas comprend 262 femmes et 400 hommes.
À la date du 3 mai, sont enregistrés 10 nouveaux cas dont 8 à Ouagadougou, 1 à Bobo-Dioulasso et 1 à Nouna; 5 nouvelles guérisons et un décès portant le total de décès à 46 à ce jour. Le total des cas comprend 264 femmes et 408 hommes.
À la date du 4 mai, sont enregistrés 16 nouveaux cas composés de 11 cas importés de Turquie et Niger et cinq cas domestiques repartis entre Ouagadougou quatre et Sebba un ; cinq nouvelles guérisons et 2 nouveaux décès. Le total des cas compte 267 femmes et 421 hommes.
En mai il y avait 202 nouveaux cas et dix décès, portant les nombres totaux à 847 cas et 53 décès.

### Juin 2020
En juin il y avait 115 nouveaux cas, portant le nombre total à 962.

### Juillet 2020
En juillet il y avait 176 nouveaux cas, portant le nombre total à 1 138.

### Août 2020
En août il y avait 232 nouveaux cas et deux décès, portant les nombres totaux à 1 370 cas et 55 décès.

### Septembre 2020
En septembre il y avait 658 nouveaux cas et deux décès, portant les nombres totaux à 2 028 cas et 57 décès.

### Octobre 2020
En octobre il y avait 472 nouveaux cas et dix décès, portant les nombres totaux à 2 500 et 67 décès.

### Novembre 2020
En novembre il y avait 386 nouveaux cas et un décès, portant le nombre de cas à 2 886 dont 68 décès.

### Décembre 2020
En décembre il y avait 3 745 nouveaux cas et 16 décès, portant le nombre de cas à 6 631 dont 84 décès.

### 2021
En 2021 il y avait 11 001 nouveaux cas et 234 décès, portant le nombre de cas à 17 632 dont 318 décès.

### 2022
En 2022 il y avait 4 374 nouveaux cas et 77 décès, portant le nombre de cas à 22 006 dont 395 décès.

### 2023
En 2023 il y avait 103 nouveaux cas et 5 décès, portant le nombre de cas à 22 109 dont 400 décès.

## Statistiques

### Cas confirmés cumulés et nouveaux cas confirmés par jour
Pour des raisons techniques, il est temporairement impossible d'afficher le graphique qui aurait dû être présenté ici.

Pour des raisons techniques, il est temporairement impossible d'afficher le graphique qui aurait dû être présenté ici.

### Graphique synthétique de l'évolution des cas
Pour des raisons techniques, il est temporairement impossible d'afficher le graphique qui aurait dû être présenté ici.

## Évolution des cas dans les localités

### Localisation des cas
| Ville (Province)                        | Cas confirmés | Guéris | Morts | Date du 1er cas |
| --------------------------------------- | ------------- | ------ | ----- | --------------- |
| Ouagadougou (Kadiogo)                   | 556           | 469    | 43    | 09 mars 2020    |
| Houndé (Tuy)                            | 2             | 0      | 0     | 14 mars 2020    |
| Bobo-Dioulasso (Houet)                  | 58            | 0      | 3     | 17 mars 2020    |
| Boromo (Balés)                          | 10            | 0      | 0     | 20 mars 2020    |
| Dédougou (Mouhoun)                      | 5             | 0      | 0     | 20 mars 2020    |
| Banfora (Comoé)                         | 2             | 0      | 0     | 22 mars 2020    |
| Manga (Zoundwéogo)                      | 1             | 0      | 0     | 23 mars 2020    |
| Zorgho (Ganzourgou)                     | 2             | 0      | 0     | 25 mars 2020    |
| Sindou (Léraba)                         | 3             | 0      | 0     | 26 mars 2020    |
| Kongoussi (Bam)                         | 3             | 0      | 0     | 26 mars 2020    |
| Dano (Ioba)                             | 1             | 0      | 0     | 29 mars 2020    |
| Ziniaré (Oubritenga)                    | 6             | 0      | 0     | 29 mars 2020    |
| Saponé (Bazèga)                         | 1             | 0      | 0     | 02 avril 2020   |
| Gorom-Gorom (Oudalan)                   | 14            | 0      | 0     | 08 avril 2020   |
| Falangoutou (Séno)                      | 3             | 0      | 0     | 10 avril 2020   |
| Tougouri (Namemtenga)                   | 1             | 0      | 0     | 20 avril 2020   |
| Nouna (Kossi)                           | 5             | 0      | 0     | 28 avril 2020   |
| Sebba (Yagha)                           | 1             | 0      | 0     | 4 mai 2020      |
| Cas importés (France, Turquie et Niger) | 14            | 0      | 0     | 9 mars 2020     |
| Total                                   | 688           | 548    | 48    |                 |
| Dernière mise à jour le 28 avril 2020,  |               |        |       |                 |

### Diagramme de répartition du nombre de cas par ville
Pour des raisons techniques, il est temporairement impossible d'afficher le graphique qui aurait dû être présenté ici.

### Évolution des cas cumulés par ville touchée
Pour des raisons techniques, il est temporairement impossible d'afficher le graphique qui aurait dû être présenté ici.

## Mesures prises pour contrer le virus
La coordination de la riposte contre la Covid-19 est assurée par le professeur Matrtial Ouédraogo, médecin pneumologue, coordinateur du Comité national et par la professeure Léonie Claudine Lougué née Sorgho, médecin en radiologie et imagerie médicale, ministre de la Santé.

### Mesures sociales
Le 3 mars 2020, au cours d'une conférence de presse, les autorités burkinabés annoncent l'élaboration d'un plan de préparation et de riposte budgétisé à plus de neuf milliards couvrant plusieurs aspects de la lutte contre la Covid-19, dont les interventions rapides, la surveillance épidémiologique, les diagnostics et la communication.
Lors du premier conseil des Ministres tenu après l'annonce des premiers cas de Covid-19, en adoptant le plan national de riposte contre la Covid-19, le gouvernement a pris la décision d’interdire tous les événements d'envergure nationale et internationale sur le territoire jusqu'au 30 avril 2020. 
Tous les établissements d’enseignement sont fermés du 16 au 31 mars 2020.  
Les séances plénières de l'Assemblée nationale sont suspendues du 16 mars au 1er avril 2020,.  
À la date du 18 mars 2020, la Conférence épiscopale Burkina-Niger annonce la suspension des messes publiques.  
Le 19 mars 2020, la Fédération des églises et missions évangéliques (FEME) a décidé de la suspension de tous les cultes et prières de masse du 19 mars au 15 avril 2020.  
La communauté musulmane à travers la Fédération des Associations Islamiques du Burkina annonce; le 19 mars; la suspension de toutes les prières dans les mosquées et toutes les cérémonies et événements cultuels musulmans mobilisant plus de 50 personnes, à compter du 20 mars après la grande prière du vendredi jusqu'au 4 avril 2020 à 00 heure.  
La mairie de la Commune de Ouagadougou annonce par un communiqué certaines mesures concernant les célébrations des mariages, incluant la limitation des participants à un maximum de 40 personnes.  
Une application fonctionnant sur téléphone android pour l'autodiagnostic et la prévention de l'expansion de la maladie a été développée par un ingénieur burkinabè, Adama Sy Traoré.  
Le président du Faso lors d'une adresse à la nation sur la télévision nationale, déclare un couvre-feu de 19 h à 5 h, sur toute l'étendue du territoire, à compter du 21 mars, ainsi que des mesures de restrictions de la fréquentation des lieux publics tels que les marchés, les restaurants, les débits de boissons, les salles de cinéma, de jeux et de spectacles, qui devront être prises par les autorités compétentes. Et aussi la fermeture des frontières aériennes, terrestres et ferroviaires, excepté pour le transport du fret et les vols militaires,.  
Le 24 mars 2020, une décision de la Mairie de Ouagadougou a décidé de la fermeture des grands marchés et yaars sur l'étendue de la ville de Ouagadougou, à compter du 26 mars 2020.  
Le 25 mars 2020, le gouvernement a, à travers l'Agence Nationale de Régulation Pharmaceutique, décidé de la mise en quarantaine de tout stock de chloroquine dans les dépôts pharmaceutiques et tout nouveau à importer durant la période de la mesure.  
Le 26 mars 2020, le gouvernement a décidé la mise en quarantaine de toutes les villes ayant enregistré au moins un cas de Covid-19. Cette mesure inclut qu'aucune personne ne sorte ni n'entre dans les villes correspondantes, exception faite pour le transport des biens de première nécessité. La réouverture des établissements d'enseignement a été reportée au 14 avril 2020.  
Le 26 mars 2020, des actions scientifiques de riposte contre la Covid-19 sont lancées par le ministère chargé de la recherche en collaboration avec le ministère de la Santé. Il s'agit de mesures incluant le lancement de deux essais cliniques contre la Covid-19 ; le premier est dénommé Chloraz, une étude de l'efficacité de l'association chloroquine-azithromycine dans le traitement de la Covid-19. Le deuxième essai clinique concerne un phytomédicament antirétroviral, l'Apivirine, initialement développé contre le VIH par la société pharmaceutique béninoise API-Benin International. Le gouvernement annonce la relance de la production de paracétamol et également celle de la chloroquine dans l'Unité pharmaceutique (U-PHARMA) au sein de l'Institut de Recherche en Sciences de la Santé (IRSS) à Ouagadougou. Les essais sur l'Apivrine doivent durer huit semaines pour conclure sur l'efficacité et les effets secondaires du médicament.    
Le 2 avril, dans sa deuxième adresse à la nation durant la situation de la Covid-19, le Président du Faso, Roch Marc Christian Kaboré, a annoncé la prévision d'environ 394 milliards de FCFA pour faire face à la crise dans le pays. Cette somme couvre le plan de riposte contre la Covid-19 qui est de 178 milliards et le reste pour les mesures d'accompagnement des populations et des activités économiques et sociales, sur la période d'avril à juin 2020.     
Le 4 avril 2020, le gouvernement annonce la fermeture d'une pharmacie ayant importé illégalement des kits de tests rapides du coronavirus.
Le 16 avril, le gouvernement a pris une décision rendant le port du masque obligatoire sur toute l'étendue du territoire, à compter du 27 avril 2020.
Le 17 avril 2020, le président du Faso prend un décret de réaménagement du couvre-feu national dont les horaires passent désormais de 21 h à 4 h du matin à partir du 20 avril 2020.
Le 20 avril 2020, le grand marché de Ouagadougou, Rood-Woko, est rouvert, après être fermé depuis le 26 mars.

### Traitements
Le 26 mars 2020, l'essai clinique sur la Chloroquine Chloraz dirigé par le Professeur Halidou Tinto, directeur régional de l'IRSS au Centre-Nord et chef de l'Unité de Recherche Clinique de Nanoro, est annoncé par le Ministre de l'Enseignement Supérieur de la Recherche Scientifique et de l'Innovation.
Le mardi 22 décembre 2020, l'investigateur principal de l'essai clinique Chloraz, annonce que « les résultats préliminaires de la dite étude indiquent un bénéfice du traitement avec la combinaison hydroxychloroquine + azithromycine chez les patients de la Covid-19 au Burkina Faso ».

### Vaccination
Malgré le faible impact de la maladie, le gouvernement a adhéré au dispositif Covax et attend en avril 2021 "un million 380 mille doses de vaccins AstraZeneca gratuits". 

### Solidarité autour de la gestion de la Covid-19
De nombreuses actions de solidarité ont été manifestées par des acteurs de la vie économique, de la vie politique, des citoyens et des étrangers, envers les autorités chargées de la lutte contre la Covid-19 au Burkina.
Le 23 mars 2020, l'Opérateur économique Mahamoudou Bonkoungou a mis à disposition de la Coordination, la Clinique les Genêts pour pallier le manque de centre de prise en charge des cas de Covid-19.
Le 28 mars 2020, les autorités burkinabè ont reçu un don de matériel médical de protection de la part du milliardaire chinois Jack Ma, fondateur du groupe de commerce en ligne Alibaba.com, qui s'est engagé à soutenir les pays africains avec chacun 20 000 kits de réactifs de test de la Covid-19, 100 000 masques faciaux et 1 000 costumes de protection individuelle pour personnel de santé, dans le cadre de la lutte contre la Covid-19,.
À la date du 16 avril 2020, le gouvernement a fait le point de la chaine de solidarité qui a abouti à la collecte de chèques d'un montant total de 1 292 825 000 francs CFA.
Le 16 avril, la Chine apporte une aide en matériel de protection médicale et envoie un groupe d'experts pour aider à la lutte contre la Covid-19,.

## Impact
Dès le début de la pandémie, même si aucun mort n'est à déplorer, les autorités burkinabés prennent plusieurs mesures qui ne sont pas sans impact sur les mouvements et libertés des populations ainsi que sur les activités économiques et culturelles.
La décision gouvernementale interdisant tous les événements d'envergure conduit au report de la Semaine nationale de la Culture (en) initialement prévue pour fin mars-début avril 2020. Cette décision interdit tout regroupement de plus de cinq cents personnes et l'ouverture des boîtes de nuits. La mesure aussi affecte plusieurs autres manifestations culturelles privées prévues pour les jours et mois à venir, comme les deux concerts du musicien Tiken Jah Fakoly, prévus du 13 au 14 mars à Bobo-Dioulasso et Ouagadougou. Les mesures de suspension de certaines manifestations prises par le gouvernement ont frappé aussi les activités des mouvements syndicaux.
La visite du Secrétaire de l'ONU António Guterres, prévue du 14 au 16 mars au Burkina Faso est reportée.
La Banque centrale des États de l'Afrique de l'Ouest (BCEAO) a annoncé des mesures d'accompagnement pour minimiser les effets des mesures de riposte sur le système financier et le financement de l'économie dans les pays de l'espace Union économique et monétaire ouest-africaine (UEMOA).
Le 17 mars, l'Ambassadeur de la France au Burkina, Luc Hallade, annonce la suspension des demandes de visa en direction de la France jusqu'à nouvel  ordre.
Le 26 mars 2020, le gouvernement tient son premier conseil des ministres en visioconférence (e-Conseil).
Les enfants désœuvrés, conséquence de la fermeture des écoles, errent dans les rues.

## Rumeurs et polémiques
Avant la confirmation des premiers de la maladie à coronavirus 2019, plusieurs rumeurs et démentis ont eu lieu au Burkina sur la présence d’éventuels cas suspects dans le pays. La première rumeur majeure a concerné un ressortissant chinois récemment entré dans le pays en provenance directe de Chine, épicentre de la maladie. Ce ressortissant chinois est mis en observation au CHU de Tengandogo, pour cause de toux et autres symptômes de Covid-19, le 5 février 2019 sur recommandation de l'ambassadeur de la Chine au Burkina, mais une semaine plus tard, le 11 février 2020, les résultats de l’analyse par prélèvement de sang effectué par l'Institut Pasteur de Dakar révèlent que le patient n'était pas atteint de la maladie. 
De même, avant la confirmation des deux premiers cas, une rumeur circule sur les médias et réseaux sociaux indiquant que le pasteur Mamadou Karambiri et son épouse sont allés d'urgence en consultation à la clinique Notre-Dame-de-la-Paix, qu'ils auraient été désignés premiers cas du coronavirus, et auraient été transférés immédiatement au CHU de Tengandogo. C'est dans la même soirée que la ministre de la Santé, au cours d'une conférence de presse a officiellement annoncé la confirmation des deux premiers cas de coronavirus du Burkina. La crainte de la population a été que, vu la position du pasteur évangélique, il n'y ait eu déjà une large diffusion du coronavirus par les cultes religieux célébrés par le couple durant le temps de leur retour de voyage jusqu'à la date de la confirmation de la maladie.
Une autre rumeur, au 13 mars 2020 faisant état d'un cas suspect admis dans le centre hospitalier régional de Tenkodogo, a été démenti officiellement  par les autorités locales de la région.
Les décisions prises par le gouvernement suscitent beaucoup de polémiques au sein des mouvements syndicaux et des promoteurs culturels. 
L'annonce faite par la ministre de la Santé, le 16 mars, d'un vol d'Ethiopian Airlines en provenance de Chine avec à son bord un ressortissant chinois atteint de Covid-19 s'est révélée une simple rumeur étant donné que les dépistages effectués sur les trois Chinois à bord du vol ont été négatifs.

### Personnalités atteintes de la Covid-19
- La première personnalité politique officiellement connue atteinte de la Covid-19 est la députée Rose Marie Compaoré/Konditamdé, décédée[18].
- Professeur Stanislas Ouaro, ministre chargé de l'Éducation nationale, testé positif le 19 mars[17].
- Siméon Sawadogo (en), ministre d'État, ministre chargé de l’Administration territoriale, annoncé positif le 20 mars[19].
- Oumarou Idani, ministre chargé du ministère des mines, testé positif le 20 mars[20].
- Alpha Barry, ministre des Affaires étrangères, confirmé positif le 20 mars[21].
- Harouna Kaboré, ministre chargé du Commerce, testé positif le 23 mars[26].
- Vincent Dabilgou, ministre des Transports, de la Mobilité Urbaine et de la Sécurité Routière, annoncé positif le 29 mars[118].
- Le cardinal Philippe Ouédraogo, archevêque de Ouagadougou, testé positif le 30 mars[119].
- Le ministre Stanislas Ouaro est déclaré guéri le 30 mars[120].

### Personnalités décédées de la Covid-19
Rose Marie Compaoré/Konditamdé, députée et deuxième vice-présidente de l'Assemblée nationale du Burkina Faso, est la première victime due au Covid-19 dans le pays.
Le 16 avril l'abbé Raaga Justin Savadogo de Ouahigouya décède de la Covid-19,.